# ディニの定理
数学の分科、解析学におけるディニの定理（ディニのていり、英: Dini's theorem）は、コンパクト集合上の連続関数の単調列がある連続関数に各点収束するならば、収束が一様であることを主張する。
ルベーグの収束定理のリーマン積分版に相当するアルツェラの収束定理の証明に使われる。

## 主張
X をコンパクト位相空間、{ fn } を X 上の実数値単調非減少連続関数列（つまり任意の n, x について fn(x) ≤ fn+1(x) が成り立つ）とし、連続関数 f に各点収束するとする。このとき収束は一様収束である。関数列 { fn } が単調非増加であるとしても同様である。
この定理の名称はウリッセ・ディニにちなむ。
数学で、各点収束から一様収束が導かれる珍しいケースの一つである。単調性が強く効いているのが鍵になっている。なお、極限関数は連続関数列の一様収束先なので、必ず連続関数でなければならない。

## 証明
ε > 0 を任意にとる。任意の n について gn := f − fn とし、En を gn( x ) < ε となる x ∈ X 全体の集合とする。
En は開集合 (− ∞ , ε) の連続関数 gn による逆像なので開集合である。{ gn } は単調非増加なので、集合列 { En } は拡大列である。fn は f に各点収束するので、族 { En } は X の開被覆になる。
コンパクト性より有限細分がとれるが、En が拡大列だからその中で最大のものをとれば、EN = X となる自然数 N が存在することになる。よって n > N  ならば任意の x ∈ X に対し |f( x ) − fn( x )| <  ε である。これは一様収束を意味する。